# アーガマ (ガンダムシリーズ)
- 機動戦士Ζガンダム > アーガマ (ガンダムシリーズ)
- 機動戦士ガンダムΖΖ > アーガマ (ガンダムシリーズ)

アーガマ (ARGAMA) は、「ガンダムシリーズ」に登場する架空の艦艇。初出は、1985年放送のテレビアニメ『機動戦士Ζガンダム』。
作中の軍事勢力の一つである反地球連邦政府組織「エゥーゴ」によって建造され、主人公カミーユ・ビダンやクワトロ・バジーナたちの母艦となる。前作『機動戦士ガンダム』で主人公たちの母艦であった「ホワイトベース」に似た外観をもつ。初代艦長はヘンケン・ベッケナー、2代目はホワイトベースの艦長を務めたブライト・ノアが就任する。
エゥーゴの中核としてグリプス戦役を戦い抜き、続編の『機動戦士ガンダムΖΖ』でも引き続き主人公ジュドー・アーシタたちの母艦となり第一次ネオ・ジオン抗争でも活躍するが、物語中盤に後継艦の「ネェル・アーガマ」と交代する。艦名はヒンディー語の聖典や、仏教の原典にある名前とされる（「阿含経」も参照）。
本記事では、外伝作品などに登場する同型艦についても記述する。

## デザイン
メカニックデザインは永野護が担当。永野のラフデザインをもとに、『Ζ』総監督の富野由悠季による大幅な修正指示やイメージラフを経てクリーンアップがおこなわれた。ラフには後部の上と左右に長い「翼」があったが、富野は「プラモ化に不適」と指摘しているほか、立体化を考慮したバランスや、機能およびスケール感覚を踏まえた修正指示を出している。

## 設定解説
アーガマ級強襲用宇宙巡洋艦の1番艦。ホワイトベースを参考に建造され、モビルスーツ（MS）の搭載・運用能力を重視している。艦名は、エゥーゴの指導者であるブレックス・フォーラ准将は「ホワイトベースII」を希望するが、出資者であるアナハイム・エレクトロニクス会長メラニー・ヒュー・カーバインにより「アーガマ」と命名される。また、建造には木星船団用の名目の予算も流用されている。政府の予算を不正流用して製作された代物である為に小説版ではブレックスは「（会計監査の前に）軍法会議にかけられる」と発言している。
MS運用能力
MSは6機運用を基本に最大10機搭載可能。2層式のMSデッキを持ち、開放型のカタパルトデッキを両舷に1基ずつ有している。艦内デッキにおいて本格的な分解整備なども可能で、巡洋艦としては異例ともいえる高いMS運用能力を持つ。また、船体下部には下層デッキと繋がった小型機用ハッチがあり、レコア・ロンドがジャブロー潜入作戦時に搭乗した大気圏再突入用カプセルはここから発進した。
武装
- 主砲 - 前部上面中央に1門、前部下面左右に1門ずつ、後部上面中央に1門の計4門。砲塔の大きさに比較して砲身がかなり長いのが特徴。
- 副砲 - 4門。主砲下部に砲身らしきものがあり、これが副砲ともいわれるが詳細は不明。
- メガ粒子砲 - 左右1門ずつ、計2門。普段はシャッターで格納されている。ホワイトベース同様、砲身は装甲がなくむき出し状態だが、連装砲ではなく単装砲になっている。後にハイパー・メガ粒子砲へ改修された。
- ミサイルランチャー - ブリッジ後部に1基。
- 防空火器類 - 当初は無かったが、2回目の改修で対空レーザー砲が装備された。

居住ブロック
居住ブロックは船体の外部に設置され、非戦闘時には専用アームで延ばして船体を中心に回転させることで、遠心力による擬似重力を発生させるという特徴を持ち、居住性を高めている。また、戦闘時には艦中心部に対する盾の役割も果たす。ブリッジの首にあたる部分も戦闘時は被弾率軽減のために船体へ引き込まれる。

### 改修
武装は様々なものを搭載しているが、前述のようにあくまでMS母艦としての運用を前提とした設計志向だったため、巡洋艦として必要最低限の武装しか持たず単艦での火力が不足しているのが弱点だった。ティターンズとの決戦後はエゥーゴの保有する機動兵器数が減少し、アーガマ自体一時はΖガンダムとメタスの2機だけという状況だったために火力の強化が必要になり、ラビアンローズにおいてハイパー・メガ粒子砲（ハイメガ粒子砲）を装備する改修が行われている。その威力は廃棄されたスペースコロニーの残骸を一撃で破壊するほどで、ジュドー・アーシタに「まるでコロニーレーザーじゃないか」と言わしめたほどである。
第一次ネオ・ジオン抗争時においてネオ・ジオン艦隊追撃のため、大気圏突入前に重力下での運用目的でグラナダにて再改修が施され、前述のハイメガ粒子砲に加え、カタパルトデッキのタラップ増設、ミノフスキー・クラフト・システム、対空（対MS）レーザー砲など、各種装備が追加された。便宜上、「アーガマ改」とも呼ばれている。この改装前もバリュートシステムを備えていたが、これは地球への大気圏突入目的の装備ではなく木星での運用を想定した重力ブレーキが目的の装備であり、地球上・大気圏内での運用は不可能だった。この改装以降、バリュートによる大気圏突入やミノフスキー・クラフト・システムによる大気圏内での運用も可能となったが、ホワイトベースと違い、オプション装備なしでの大気圏離脱は不可能である。

### 劇中での活躍
『機動戦士Ζガンダム』では、艦長は当初ヘンケン・ベッケナー中佐だったが、後にブライト・ノア大佐に任される。クワトロ・バジーナ、カミーユ・ビダンなどエースパイロットとΖガンダムなどの最新鋭機を有し、エゥーゴの象徴的存在だった。かつての第13独立部隊のように単艦での行動が多いが、数々の激戦や重要な交渉にも参加し、無事戦い抜いている。
『機動戦士ガンダムΖΖ』では、ネオ・ジオンのダカールへの侵攻を阻止すべく地球へ降下する。それを受け、ブライトは「これで、アーガマは二度と宇宙へは戻れないか…」と呟いている。その後はカラバに委託され、乗組員たちは宇宙へ上がり、ネェル・アーガマに移乗する。以降の本艦については劇中では語られないが、後述のように『ジョニー・ライデンの帰還』ではマゼラン級のブースターを用いて宇宙に戻す計画があったとされている。

### 乗組員
艦長
- ヘンケン・ベッケナー（初代）
- ブライト・ノア（2代目）

ブリッジ要員
- トーレス
- サエグサ
- サマーン
- シーサー
- キースロン
- ハヤイー

パイロット
グリプス戦役時期
- カミーユ・ビダン：ガンダムMk-II、Ζガンダム
- クワトロ・バジーナ：リック・ディアス、百式
- エマ・シーン：リック・ディアス、ガンダムMk-II
- カツ・コバヤシ：ネモ、Gディフェンサー、 メタス
- レコア・ロンド：メタス
- ファ・ユイリィ：ネモ、メタス
- アポリー・ベイ ：リック・ディアス
- ロベルト：リック・ディアス
- トリッパー：リック・ディアス
- バッチ：リック・ディアス
- ボティ：リック・ディアス

第一次ネオ・ジオン抗争時期
- ジュドー・アーシタ：Ζガンダム、ΖΖガンダム
- イーノ・アッバーブ：メガライダー
- ビーチャ・オーレグ：百式
- モンド・アガケ：メガライダー
- エル・ビアンノ：ガンダムMk-II
- ルー・ルカ：Ζガンダム、ΖΖガンダム

メカニック
- アストナージ・メドッソ
- アンナ・ハンナ
- トラジャ・トラジャ
- マナック

その他
- ハサン（軍医）
- シンタ
- クム
- リィナ・アーシタ（第一次ネオ・ジオン抗争時期）
- エルピー・プル（第一次ネオ・ジオン抗争時期）

### 艦載機
グリプス戦役
- RMS-099 リック・ディアス
- RMS-179 ジムII（エゥーゴカラー）
- RX-178 ガンダムMk-II（エゥーゴカラー）
- MSN-00100 百式
- MSA-003 ネモ
- MSA-005 メタス
- MSZ-006 Ζガンダム
- FXA-05D Gディフェンサー
- RGC-83 ジム・キャノンII（エゥーゴカラー）
- MS-14A ゲルググ

第一次ネオ・ジオン抗争
- MSZ-006 Ζガンダム
- MSA-005 メタス
- MSZ-010 ΖΖガンダム
- RX-178 ガンダムMk-II（エゥーゴカラー）
- MSN-00100 百式
- AMX-004-2 キュベレイMk-II（プル機）
- FXA-08R メガライダー
- ド・ダイ改（サブフライトシステム）
- RMS-099 リック・ディアス

### 備考
艦級について
放映時のアニメ誌やムックなどでの設定はペガサス級だった。
カラバに委託された後について
角川書店「キャラクターモデル」誌で詳細が示されたMSZ-006C1[Bst]の設定画には、カラバ所属のロゴと共にアーガマ艦載機である事を示す「AG」のコードが機体に描かれている。ただし、『GUNDAM FIX FIGURATION』商品フィギュアでは「AD」の文字に差し替えられている。これをアウドムラ艦載機を指すコードと紹介している資料もあるが、雑誌企画『ガンダム・センチネル』当時のアウドムラのコードは「AE」と定められていた。
プラモデルについて
本艦のプラモデルは放映当時に1/2200スケールとして、2004年に1/1700スケールとして2回キット化されている。2006年には、1/1700スケールのキットにメッキ部品を用いた特別仕様が発売されている。

## 同型艦
同型艦としては以下の艦が登場している。また発展系として、アーガマをベースにマゼラン級戦艦のコンセプトを取り入れ、高いMS母艦能力を引き継ぎつつ個艦火力不足や量産性を改善したアイリッシュ級戦艦が建造された。

### ペガサスIII
雑誌企画『ガンダム・センチネル』に登場する2番艦（艦籍番号：CVW-07）。地球連邦軍所属。
α任務部隊の旗艦としてペズンの反乱の鎮圧に活躍した。外観や能力は初期状態のアーガマとほぼ同じだが、ブリッジや居住ブロックは戦闘位置で固定になっている。新造艦であるが、ペズンの反乱鎮圧任務に当たってブースターを装着して地球から宇宙へ打ち上げが行われており、本級が大気圏離脱可能であることを証明している。艦長はイートン・F・ヒースロウ。

### ニカーヤ
漫画『機動戦士ガンダム MSV-R ジョニー・ライデンの帰還』に登場。
元々はミノフスキークラフトを持ち地上でも運用できる艦を欲していた、カラバが発注し地上で建造された。第一次ネオ・ジオン戦争後にジル・ブロッケン・フーバーが引き取りFSSの所属艦となった。フーバーの伝手で引っ張り出され、ダカールからジャブローまでを弾道飛行で移動した後、キャリフォルニア・ベースでブースターとカタパルトを用いて宇宙へ上がった。アーガマと同様に重力ブロックや可動式ブリッジを備え、Ζガンダムのハイパー・メガ・ランチャーを搭載するといったアーガマとの共通点が多くある一方、ハイメガ粒子砲未設置・戦闘ブリッジ設置と相違点もある。

### ユーロン
漫画『機動戦士ガンダム ヴァルプルギス』に登場する、アーガマ改級強襲用宇宙巡洋艦（艦籍番号：CVWA-10）。
エゥーゴの参謀本部が対ネオ・ジオンへ方向転換してから発注され、月面都市アンマンの造船所で建造される。キールが大幅に延長されており、アーガマとはほぼ別の艦構造となっている。艦名は、小説『西遊記』に登場する玉龍に由来するといわれる。
宇宙世紀0089年のサイド2奪還作戦の旗艦として運用され、戦死したはずのハマーン・カーンを名乗る人物が率いるネオ・ジオン残党軍と交戦する。艦長はフレデリカ・エルメ中佐で、ΖII V型およびネモを搭載する。

## 異説
武装に関しては巡洋艦のサイズながら戦艦に匹敵する火力を持っているとされ、その代償として居住ブロックが船体内に収まり切れなかったとする資料もある。また、全長に関しては300m超えという説が一般的だが、バンダイから発売されていた1/2400 強襲用宇宙巡洋艦アーガマのプラスチックモデルのパッケージに書かれている解説にはホワイトベースよりも小型であるとしている。